# Anton van Bourgondië (-1573)
Anton van Bourgondië, heer van Wakken, Cattem en Capelle (vóór 1525 – 21 juni 1573) was een Vlaams edelman. Hij was vice-admiraal van de zee en stadhouder van Zeeland (1568-1573). 

## Leven
Als zoon van Anton van Bourgondië  en Clara Andries behoorde hij tot een bastaardtak van het Huis Valois-Bourgondië. 
Na de geuzenaanval op Walcheren begin maart 1567 werd hij benoemd tot kapitein en superintendent van Vlissingen. Zijn oudere broer Adolf vervulde die functies voor heel Zeeland. Na diens onverwachte overlijden in 1568 volgde Anton hem op. Samen met Filips van Lannoy stond hij in voor de verdediging van het strategische maar onderbemande Walcheren. Op 6 april 1572 trok hij naar het opstandige Vlissingen, maar hij kon de inwoners niet op andere gedachten brengen. Later op het jaar verdedigde hij Middelburg tegen de watergeuzen, tot Cristóbal de Mondragón het commando overnam.
Volgens Pieter Christiaenszoon Bor stierf hij toen hij Middelburg verliet over de dijk richting Fort Rammekens om de vloot van de watergeuzen te observeren. Vanop een van de schepen werd hij met een musket doodgeschoten. Hij werd begraven in Middelburg.
Hij werd opgevolgd door zijn zoon Anton IV van Bourgondië.

## Familie
Met zijn vrouw Anna van Lummen, gezegd van Marke, bracht hij de volgende kinderen groot:
- Anton van Bourgondië († 1601)
- Isabella van Bourgondië
- Anna van Bourgondië (ca. 1549-1561)
- Maria van Bourgondië († 1627)

## Voetnoten
1. ↑  C. Rooze-Stouthamer, De opmaat tot de Opstand. Zeeland en het centraal gezag (1566-1572), 2009, p. 48
2. 1 2  Nobiliaire des Pays-Bas et du comté de Bourgogne, vol. 1, 1865, p. 282
3. ↑  C. Rooze-Stouthamer, De opmaat tot de Opstand. Zeeland en het centraal gezag (1566-1572), 2009, p. 119